# Locke & Key
Locke & Key – amerykańska seria komiksowa autorstwa Joe Hilla (scenariusz) i Gabriela Rodrigueza (rysunki), wydawana pierwotnie w latach 2008–2014 i reaktywowana w 2022 przez IDW Publishing. Polski przekład ukazał się w nakładem Taurus Media.

## Fabuła
Seria utrzymana jest w konwencji horroru. Tyler, Kinsey i Bode Locke to rodzeństwo, które ze swoją matką Niną wprowadza się do starego domu należącego do rodziny ich tragicznie zmarłego ojca. Dzieci odkrywają, że dom kryje wiele tajemnic, a klucze do różnych drzwi w rezydencji mają magiczną moc zamieniania ludzi w duchy lub wymazywania pamięci. Klucze te chce zdobyć istota imieniem Dodge, która za ich pomocą zamierza otworzyć drzwi piekieł i wpuścić demony do ziemskiego świata.
Angielski tytuł serii (niezmieniony w polskim tłumaczeniu) jest grą słów: nazwisko głównych bohaterów Locke jest podobne do słowa lock, czyli „zamknąć na klucz” lub „zamek”, a słowo key oznacza właśnie „klucz”.

## Tomy
Seria ukazała się w cyklach liczących po sześć zeszytów wydawanych co miesiąc, następnie opublikowanych w zbiorczych tomach (w tej formie ukazała się po polsku).
| Tom | Tytuł i rok wydania polskiego | Tytuł i rok wydania amerykańskiego |
| --- | ----------------------------- | ---------------------------------- |
| 1   | Witamy w Lovecraft (2014)     | Welcome to Lovecraft (2008)        |
| 2   | Łamigłówki (2015)             | Head Games (2009)                  |
| 3   | Korona cieni (2015)           | Crown of Shadows (2010)            |
| 4   | Klucze do królestwa (2015)    | Keys to the Kingdom (2011)         |
| 5   | Wskazówki (2016)              | Clockworks (2012)                  |
| 6   | Alfa i Omega (2016)           | Alpha & Omega (2014)               |
| 7   | Złoty wiek (2022)             | The Golden Age (2022)              |

## Adaptacja
Od 2020 Netflix emituje serial telewizyjny Locke & Key.